# متروی رم
متروی رم (ایتالیایی: Metropolitana di Roma) سیستم قطار شهری زیرزمینی در شهر رم، ایتالیا است.
این مترو که در سال ۱۹۵۵ تأسیس شده، دارای ۳ خط، ۷۳ ایستگاه و ۶۰ کیلومتر طول می‌باشد.

## نگارخانه

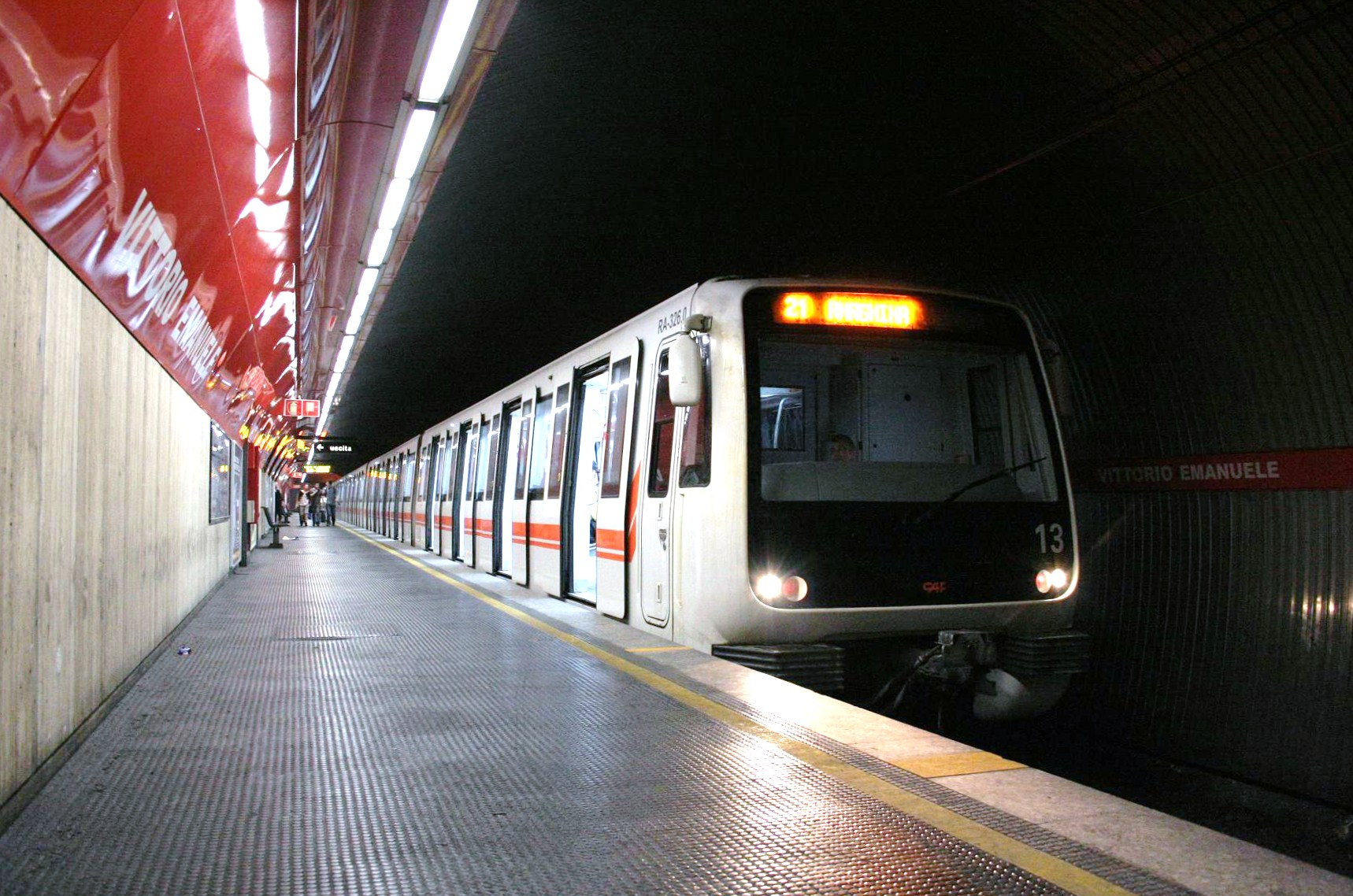
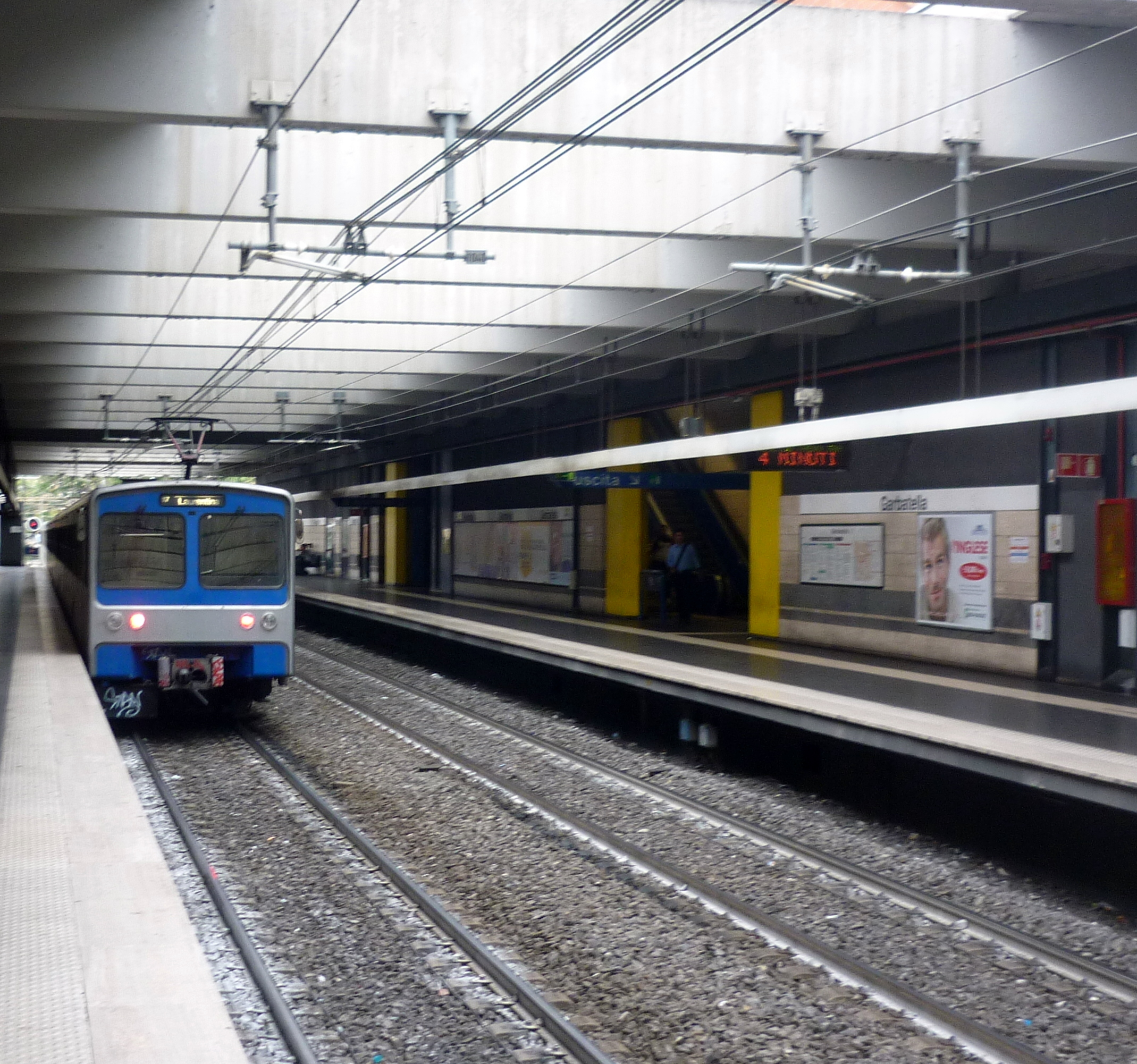
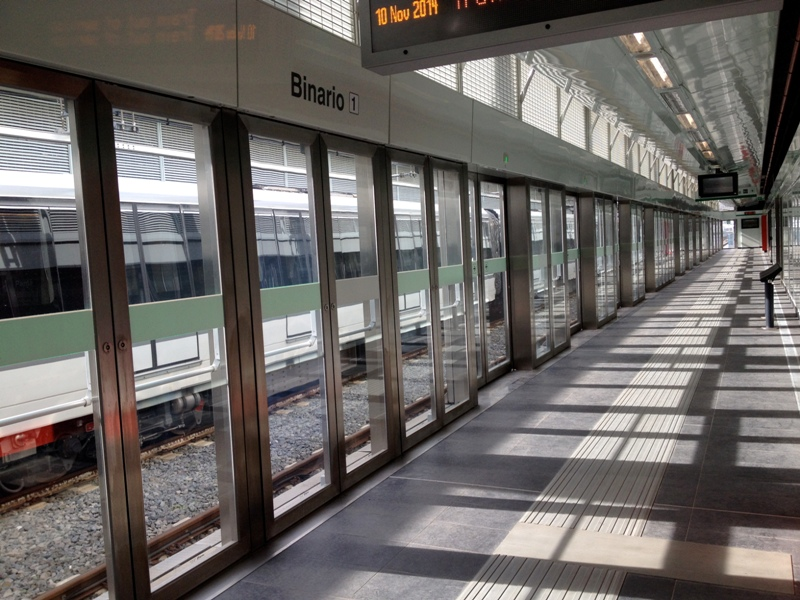
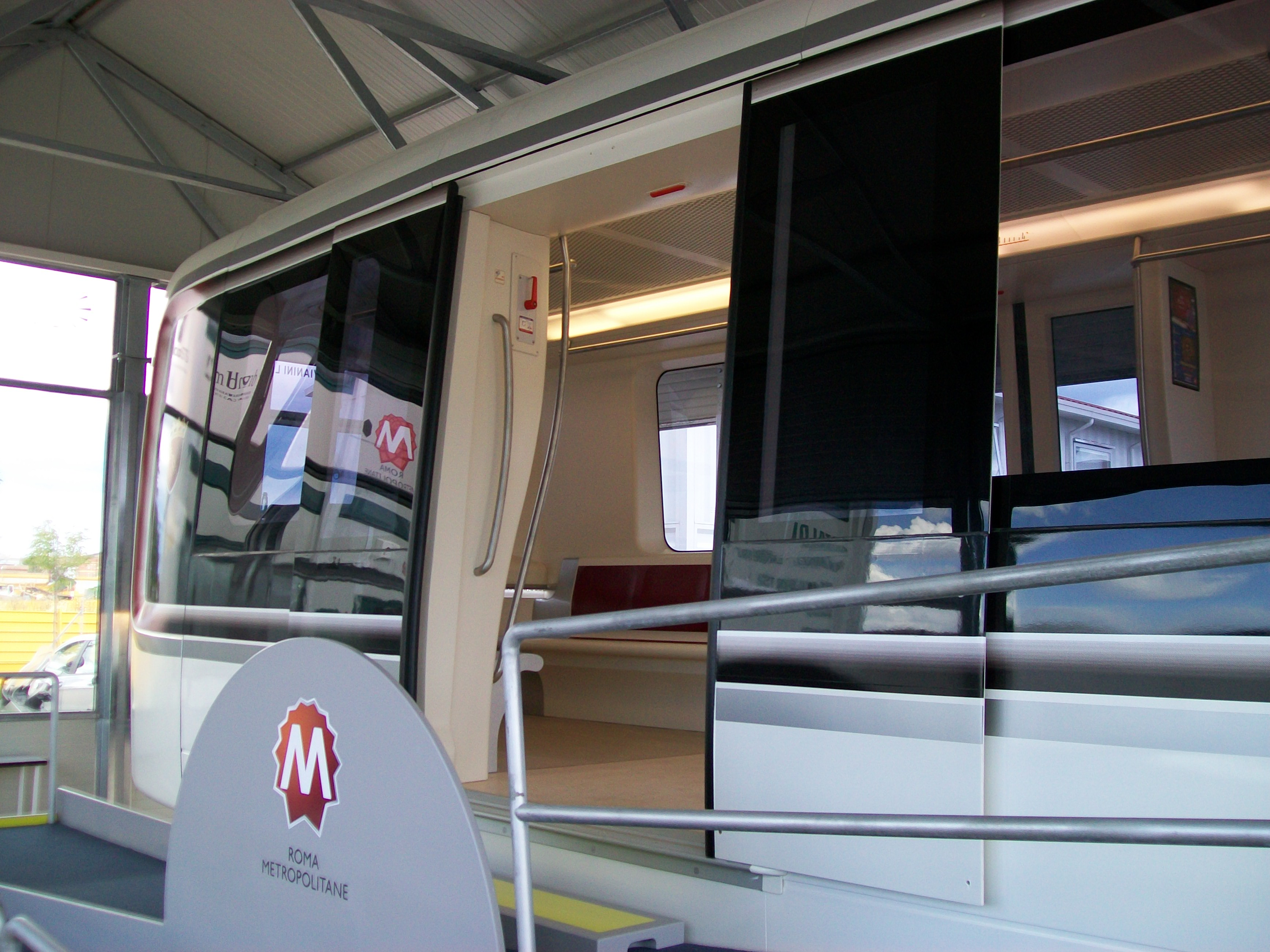
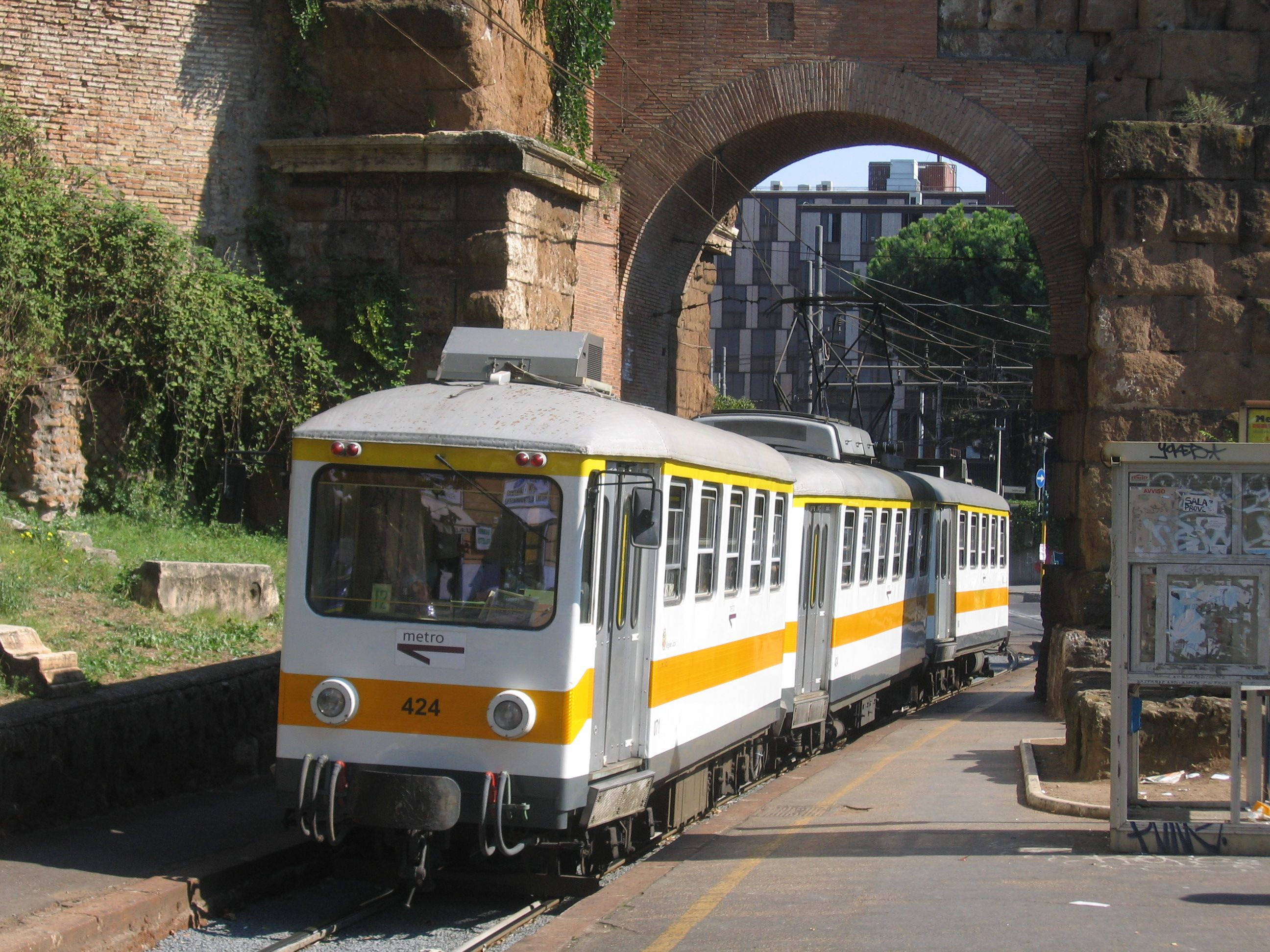
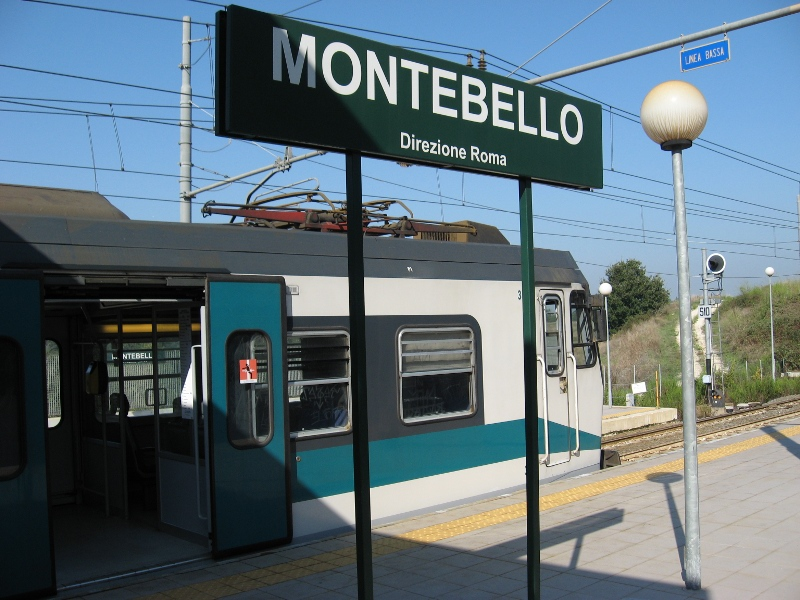